# Branch River (Canada)
De Branch River is een rivier in de Canadese provincie Newfoundland en Labrador. De rivier is 30 km lang en bevindt zich in het zuidoosten van het eiland Newfoundland.

## Verloop
De rivier vindt zijn oorsprong als uitstroom van de Gull Pond, een van de vele honderden meren op Newfoundlands zuidoostelijke schiereiland Avalon. Over vrijwel zijn hele loop gaat de Branch River doorheen de ruige, licht golvende en vaak drassige wildernis van het binnenland van de regio Cape Shore.
De rivier gaat eerst zo'n 3 km in zuidwestelijke richting, daarna zo'n 4 km in westelijke richting om uiteindelijk naar het zuiden toe te draaien. Na 18 km zuidwaarts te gaan, draait hij voor zijn finale 5 km oostwaarts.
Over dit 30 km lange traject wordt de Branch River gevoed door tientallen beken en kleine zijriviertjes, met als voornaamste zijrivier de Burnt Hill River.
De laatste kilometers van de rivier liggen in een wijde vallei, waardoor de Branch River er de vorm van een langgerekte delta aanneemt. Deze delta mondt uiteindelijk uit in de Branch Cove, een zij-inham aan de westzijde van de grote St. Mary's Bay. Aan de monding van de Branch River ligt het dorp Branch, dat de enige plaats aan de rivier is. Het dorp strekt zich uit over beide oevers van de rivier, het met dorpscentrum aan de rechteroever. Ter hoogte van de monding wordt de Branch River via een causeway (dijk-brugcombinatie) overgestoken door provinciale route 92.

## Vissen
De Branch River wordt door Atlantische zalmen en zeeforellen gebruikt voor hun jaarlijkse paaitrek en is daarom geschikt voor sportvissers.